# Сех (село)
Сех — село в Гунибском районе Дагестана. Входит в состав Тлогобского сельсовета.

## География
Село находится на берегу реки Кудиябор, на расстоянии 11 км к северо-западу от села Гуниб, административного центра района.

## Население
| 1926 | 1939 | 1970 | 1989 | 2002 | 2010 | 2021 |
| ---- | ---- | ---- | ---- | ---- | ---- | ---- |
| 197  | ↗221 | ↗260 | ↘207 | ↗275 | ↗288 | ↗348 |